# Leuvanjärvi
Leuvanjärvi är en sjö i kommunen Siikalatva i landskapet Norra Österbotten i Finland. Sjön ligger 81,2 meter över havet. Arean är 83 hektar och strandlinjen är 5,05 kilometer lång. Sjön  ingår i Siikajokis huvudavrinningsområde.   Den ligger omkring 70 kilometer söder om Uleåborg och omkring 470 kilometer norr om Helsingfors. 